# Conclave de 1389
El Conclave de 1389 va ser convocat després de la mort del Papa Urbà VI i va durar del 25 d'octubre de 1389 al 2 de novembre de 1389. Aquest conclave té una característica que el fa especialment singular, i és que tots els cardenals que van participar en l'elecció van ser creats per un únic pontífex, Urbà VI, el papa al qual es buscava un relleu. Cap dels cardenals creats pels papes anteriors va reconèixer com a legítim Urbà VI en un context protagonitzat pel Cisma d'Occident. A més, Urbà VI va retirar el títol cardenalici a quatre dels cardenals que ell mateix havia creat, i tres dels cardenals estaven absents, el que deixava només un grup de 16 cardenals electors.

## Cardenals electors
| Elector                               | Nacionalitat | Orde             | Títol                           | Elevat           | Elevador     | Notes                                                                         |
| ------------------------------------- | ------------ | ---------------- | ------------------------------- | ---------------- | ------------ | ----------------------------------------------------------------------------- |
| Francesco Moricotti Prignani          |              | Cardinal-bisbe   | Bisbe de Palestrina             | 18 setembre 1378 | Papa Urbà VI | Degà del Col·legi Cardenalici; Sots-canceller apostòlic                       |
| Andrea Bontempi Martini               |              | Cardenal-prevere | Titulus Ss. Marcellino e Pietro | 18 setembre 1378 | Papa Urbà VI | Cardenal primoprete; administrador de la seu de Perusa; legat a Picè          |
| Poncello Orsini                       |              | Cardenal-prevere | Titulus S. Clemente             | 18 setembre 1378 | Papa Urbà VI |                                                                               |
| Pietro Tomacelli                      | Napolità     | Cardenal-prevere | Titulus S. Anastasia            | 21 desembre 1381 | Papa Urbà VI | Arxipreste de la patriarcal Basílica del Laterà; Elegit Papa Bonifaci IX      |
| Angelo Acciaioli                      | Florentí     | Cardenal-prevere | Titulus S. Lorenzo in Damaso.   | 17 desembre 1384 | Papa Urbà VI |                                                                               |
| Francesco Carbone Tomacelli, O.Cist.  |              | Cardenal-prevere | Titulus S. Susanna              | 17 desembre 1384 | Papa Urbà VI | Penitenciari major                                                            |
| Stefano Palosio                       |              | Cardenal-prevere | Titulus S. Marcello.            | 17 desembre 1384 | Papa Urbà VI | Administrador de la seu de Todi                                               |
| Tommaso Orsini dei Conti di Manupello |              | Cardenal-diaca   | Diaca de S. Maria in Domnica    | P. 1383; 1379    | Papa Urbà VI | Protodiaca                                                                    |
| Francesco Renzio                      |              | Cardenal-diaca   | Diaca de S. Eustachio           | 21 desembre 1381 | Papa Urbà VI | Camarlenc del Col·legi Cardenalici                                            |
| Marino Bulcani                        |              | Cardenal-diaca   | Diaca de S. Maria Nuova.        | 17 desembre 1384 | Papa Urbà VI | Camarlenc de la Santa Seu; Arxipreste de la Basílica de Santa Maria Major     |
| Rinaldo Brancaccio                    |              | Cardenal-diaca   | Diaca de Ss. Vito e Modesto     | 17 desembre 1384 | Papa Urbà VI |                                                                               |
| Ludovico Fieschi                      |              | Cardenal-diaca   | Diaca de S. Adriano             | 17 desembre 1384 | Papa Urbà VI | Administrador de la seu de Vercelli; Vicari general dels Estats de l'Església |
| Angelo d'Anna de Sommariva, O.Camald. |              | Cardenal-diaca   | Diaca de S. Lucia in Septisolio | 17 desembre 1384 | Papa Urbà VI |                                                                               |

### Cardenals absents
| Elector             | Nacionalitat | Orde             | Títol                                 | Elevat           | Elevador     | Notes                                                                 |
| ------------------- | ------------ | ---------------- | ------------------------------------- | ---------------- | ------------ | --------------------------------------------------------------------- |
| Philippe of Alençon | Francès      | Cardinal-bisbe   | Bisbe d'Ostia i Velletri              | 18 setembre 1378 | Papa Urbà VI | Arxipreste de la Basílica Vaticana                                    |
| Adam Easton, O.S.B. | Anglès       | Cardenal-prevere | Titulus S. Cecilia                    | 21 desembre 1381 | Papa Urbà VI | Urbà li va retirar la condició de cardenal de 1385 a desembre de 1389 |
| Valentin d'Alsan    | Hongarès     | Cardenal-prevere | Titulus Ss. IV Coronati (o S. Sabina) | 17 desembre 1384 | Papa Urbà VI | Administrador de la seu de Pécs                                       |